# خواکین سانچز دی توکا
خواکین سانچز دی توکا (انگلیسی: Joaquín Sánchez de Toca؛ ۲۴ سپتامبر ۱۸۵۲ – ۱۳ ژوئیه ۱۹۴۲) یک سیاست‌مدار اهل اسپانیا بود.